# Алексєєвка (Бєлгородська область)
Алексєєвка (рос. Алексеевка) — місто обласного підпорядкування, центр Алексєєвського району Бєлгородської області Росії.
Населення міста становить 39 437 осіб (2008; 39 312 осіб в 2002, 36,6 тис. в 1986, 25,0 тис. в 1970, 20,1 тис. в 1959, 16,9 тис. в 1939)

## Історія

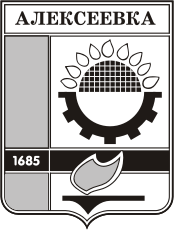
Старий герб міста

Місто засновано 1685 року (за іншими даними 1691). Пізніше відома як слобода Усердського повіту Воронезької губернії. Назва походить від імені князя Олексія Михайловича Черкаського, який володів цими землями у XVIII столітті. 1833 року в місті збудували перший у Росії завод із виробництва соняшникової олії. Статус міста Алексєєвка отримала 1954 року.

## Економіка
В місті працюють заводи з виробництва соняшникової олії (Група компаній ЕФКО), машинобудівний, хлібний, з виробництва котельного устаткування, цукровий та молочно-консервний комбінати, м'ясокомбінат.

## Культура й освіта
Відкриті філія Бєлгородського державного університету, педагогічний коледж, коледж економіки та інформаційних технологій. Працює краєзнавчий музей.

## Видатні місця
- Церква святого Олександра Невського (1888)
- Церква святого Дмитрія Чудотворця Ростовського (1813)
- Церква Святої Трійці (1808)

## Відомі люди
- Бокарев Данило Семенович — підприємець, засновник виробництва соняшникової олії.
- Нікітенко Олександр Васильович — історик літератури, професор Петербурзького університету, академік.
- Кириленко Андрій Павлович — радянський політичний діяч, член ЦК КПУ, член ЦК КПРС, член Політбюро КПРС, секретар ЦК КПРС, депутат Верховної Ради СРСР кількох скликань, двічі Герой Соціалістичної праці.
- Ночевкін Анатолій Петрович — перший секретар Одеського обкому компартії, член ЦК КПРС, депутат Верховної Ради СРСР 11 скликання.
- Попов Борис Олексійович — керівник дитячого духового оркестру міста Бєлгород.
- Станкевич Микола Володимирович — суспільний діяч, філософ, поет.
- Ткачов Тихін Якович — доктор медичний наук, науковець в області соціальної гігієни.
- Усатов Дмитро Андрійович — артист Большого театру.
- Шапошников Матвій Кузьмович — Герой Радянського Союзу, генерал, який в 1962 році відмовився виконати наказ на розстріл робітників в Новочеркаську.
- Шиленко Ганна Гаврилівна — художник, графік.

## Галерея

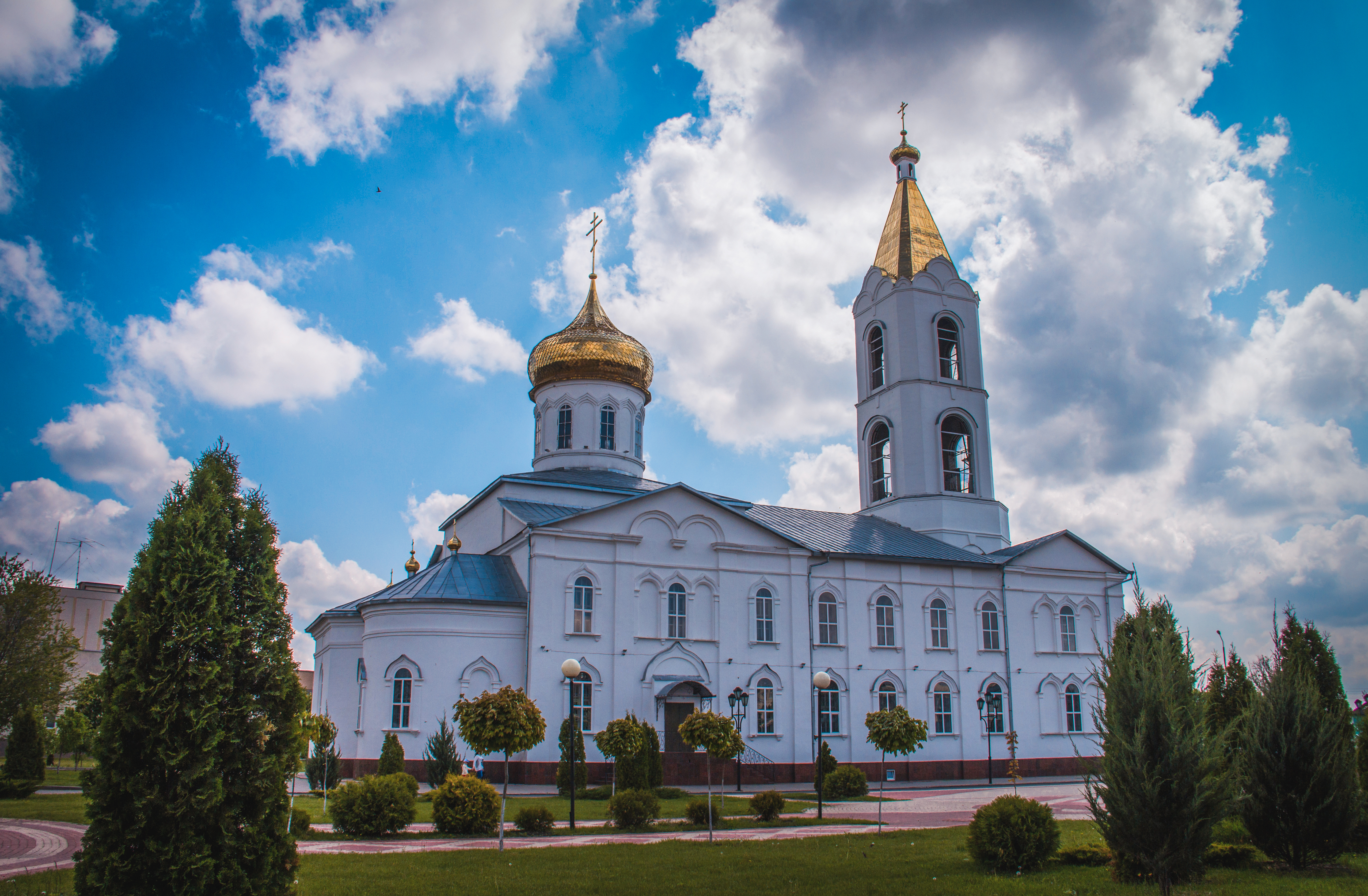
Церква Трійці Живоначальної
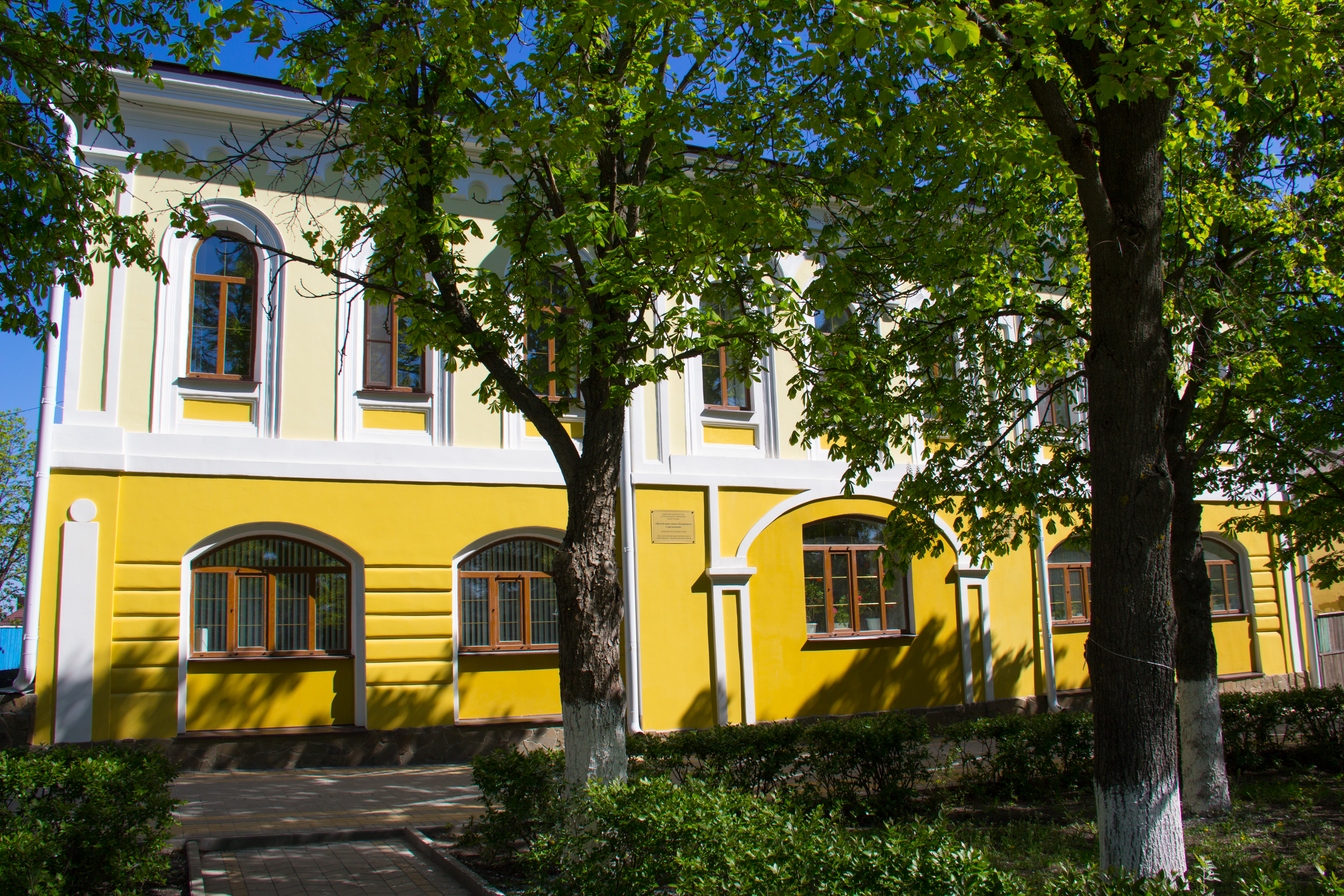
Будинок родини Бокарєвих з магазином
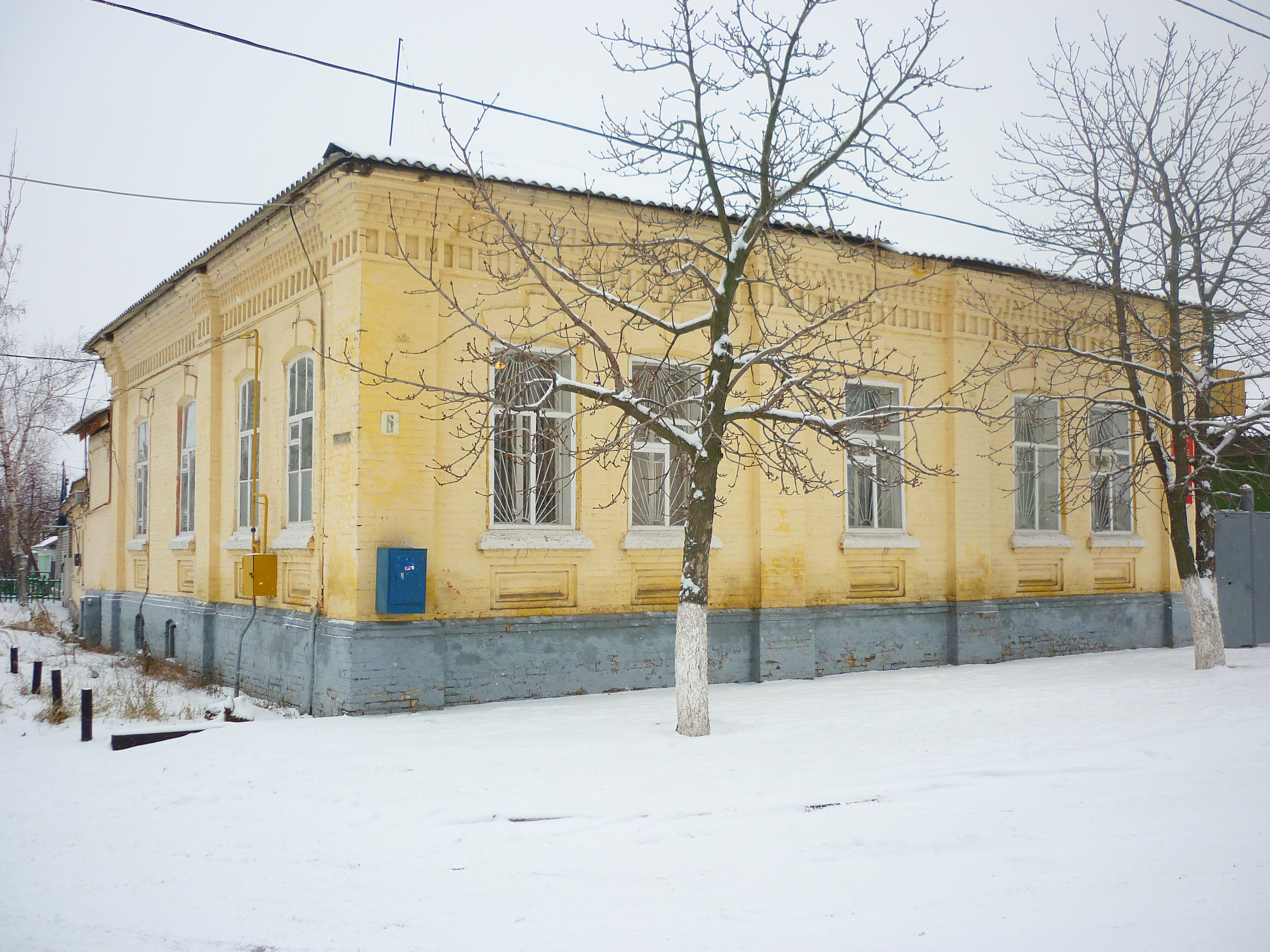
Будинок торговця Мірошникова